# Гребень Дирака

Гребень Дирака — бесконечный ряд

Гребень Дира́ка — это периодическое распределение Шварца, построенное из дельта-функций
{\displaystyle \Delta _{T}(t)\ {\stackrel {\mathrm {def} }{=}}\ \sum _{k=-\infty }^{\infty }\delta (t-kT)}
для некоторого заданного периода {\displaystyle T}.

## Ряды Фурье
Очевидно, что {\displaystyle \Delta _{T}(t)} периодическая с периодом {\displaystyle T}. Поэтому
{\displaystyle \Delta _{T}(t+T)=\Delta _{T}(t)}
для всех {\displaystyle t}. Комплексный ряд Фурье для такой периодической функции
{\displaystyle \Delta _{T}(t)=\sum _{n=-\infty }^{+\infty }c_{n}e^{i2\pi nt/T}\ }
где {\displaystyle c_{n}} коэффициенты Фурье, равные
| {\displaystyle c_{n}} | {\displaystyle ={\frac {1}{T}}\int _{t_{0}}^{t_{0}+T}\Delta _{T}(t)e^{-i2\pi nt/T}\,dt\quad (-\infty <t_{0}<+\infty )\ } |
|                       | {\displaystyle ={\frac {1}{T}}\int _{-T/2}^{T/2}\Delta _{T}(t)e^{-i2\pi nt/T}\,dt\ }                                     |
|                       | {\displaystyle ={\frac {1}{T}}\int _{-T/2}^{T/2}\delta (t)e^{-i2\pi nt/T}\,dt\ }                                         |
|                       | {\displaystyle ={\frac {1}{T}}e^{-i2\pi n\,0/T}\ }                                                                       |
|                       | {\displaystyle ={\frac {1}{T}}.\ }                                                                                       |
В результате того, что все коэффициенты Фурье равны {\displaystyle 1/T}, получаем окончательное выражение
{\displaystyle \Delta _{T}(t)={\frac {1}{T}}\sum _{n=-\infty }^{\infty }e^{i2\pi nt/T}}.